# Stigmatochroma sorediata
Stigmatochroma sorediata är en lavart som beskrevs av Marbach & V. Wirth 2000. Stigmatochroma sorediata ingår i släktet Stigmatochroma och familjen Caliciaceae.   Inga underarter finns listade i Catalogue of Life.